# Lawinenkatastrophe von Galtür
Die Lawinenkatastrophe von Galtür im Februar 1999, die das Dorf Galtür und den Weiler Valzur der Gemeinde Ischgl im hinteren Paznaun, einem Seitental des Inns, teilweise verschüttete, war eines der größten Lawinenunglücke in der Geschichte Österreichs mit insgesamt 38 Todesopfern. Die Katastrophe führte zur bis dato größten Evakuierung mittels Hubschraubern.

## Vorgeschichte und Auslöser

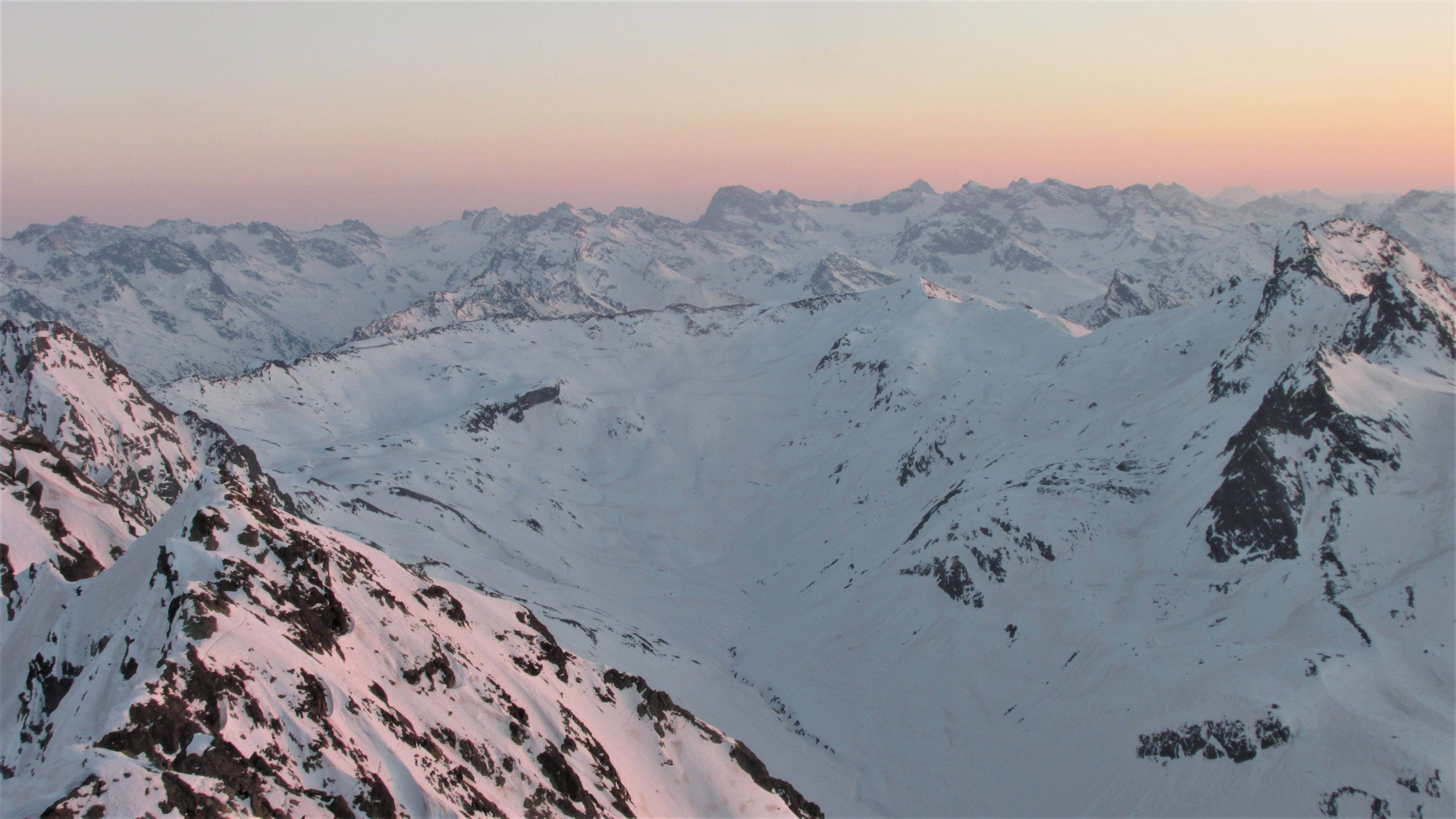
Blick von Norden, von der Vollandspitze in den großflächigen Talschluss des Ochsentals („die schräggestellte Schüssel“), aus dem der Nordwind Massen von Triebschnee über den langen Grat zwischen Grieskopf, Grieskogel und Fädnerspitze (rechts, besonnt) auf die oberhalb von Galtür gelegenen Hänge wehen konnte.

Der Lawinenwinter 1999 war insgesamt in den Alpen eines der verheerendsten Starkschneeereignisse der Geschichte. Insbesondere die beiden Staulagen 27.–31. Jänner und 5.–12. Februar bauten eine mächtige, aber hochgradig instabile Schneedecke auf, die die Niederschläge der Staulage 17.–25. Februar nicht mehr tragen konnte, was dann zu zahlreichen Selbstauslösungen führte.
Ab dem 20. Jänner 1999 kam es über dem Nordatlantik immer wieder zu schweren Stürmen, deren Niederschlagsfronten an der Nordseite der Alpen zu ergiebigen Schneefällen führten. Im Raum Galtür gab es bis zum 23. Februar etwa vier Meter Neuschnee, damit fiel im Monat Februar etwa sechsmal so viel Schnee wie gewöhnlich in diesem Monat. Noch extremere Schneemengen sammelten sich im Anrissgebiet der Unglückslawinen. Dies war auf die Topographie des betreffenden, in West-Ost-Richtung von der Fädnerspitze zum Grießkogel verlaufenden Bergkammes zurückzuführen, welcher auf seiner damaligen Luvseite in den nach Norden nur flach geneigten, großflächigen Talschluss des Ochsentales abfällt. Bei Anströmung aus nördlichen Richtungen stellt dieser das Tal abschließende, halbkreisförmig gekrümmte, nach Norden offene und bis über 2700 m hohe Kamm den feuchten Luftmassen sich wie eine schräggestellte Schüssel von 2 km Durchmesser entgegen. So konnte der stürmische Nordwind enorme Mengen Triebschnee aus diesem großen Kar verfrachten und auf den nach Süden, nach Galtür über mehr als 1100 Höhenmeter sehr steil abfallenden, ebenfalls großflächigen Leehang ablagern.

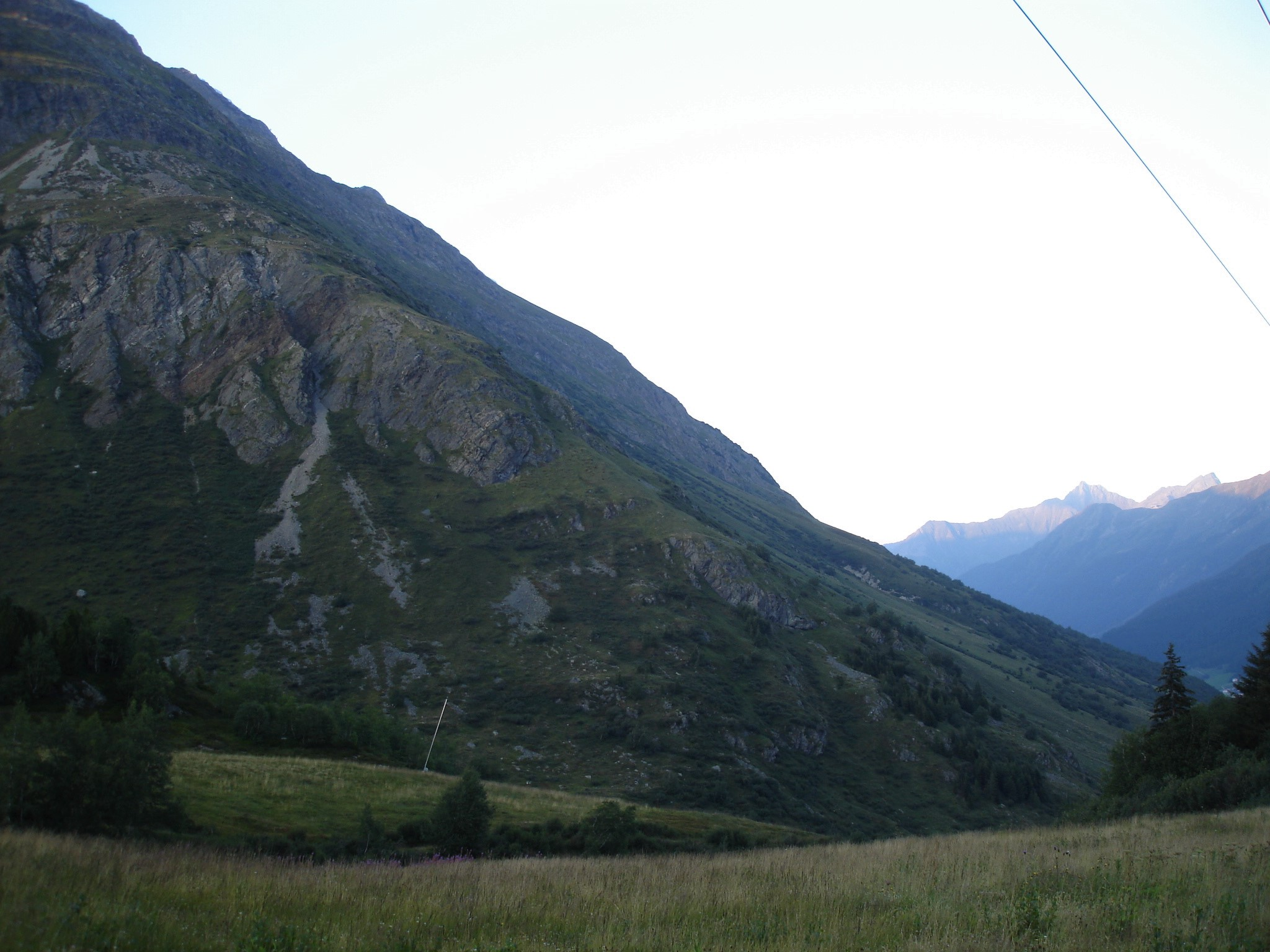
Die Hänge, von denen die Katastrophenlawine abging, von Westen im Profil. Gefälle bis zum Talboden über 1100 m.

Auch dies war sehr ungewöhnlich, da es sich um extremes Steilgelände handelt, in dem sich Lawinen bei vergleichbarer Schneeakkumulation meist viel eher spontan lösen und so nicht jene Größe von 1999 erreichen. Auf diese Weise lässt sich der etwas verwirrende Umstand verstehen, dass zum Unglück von Galtür letztlich ein extrem stabiler Schneedeckenaufbau geführt hat. Die Abfolge von mehreren Sturmtiefs mit entsprechend großen Temperatursprüngen von arktischer Kälte bis zu Temperaturen nahe dem Gefrierpunkt sowie jeweils ein bis zwei Tage Pause zwischen den großen Niederschlagsereignissen führten dazu, dass sich der Neuschnee jeweils soweit setzen und stabilisieren konnte, dass er den nächsten Schnee wieder tragen konnte. Gleichzeitig konnten sich in den kurzen Niederschlagspausen keine ausgeprägten Schwachschichten in der Schneedecke ausbilden.
So wurde der Kollaps der bis dahin enorm angewachsenen Schneedecke bis zum 23. Februar 1999 hinausgezögert. An diesem Tag gab die Verbindung zum kantigen Schneedeckenfundament aus dem Frühwinter des Jahres unter der gewaltigen auf ihr lastenden Masse nach und die Lawine ging mit einer 100 Meter hohen Staubwolke mit einer Geschwindigkeit von bis zu 250 km/h zu Tal. Schätzungen zufolge hatte die Lawine eine Schneemasse von 300.000 Tonnen.

## Die Katastrophe
Die starken Schneefälle hatten in Westösterreich zu zahlreichen Verkehrsbehinderungen geführt. Zwischen Ende Jänner und dem 18. Februar mussten Hubschrauber des österreichischen Bundesheers und des Innenministeriums rund 40 Versorgungs-, Wildfütterungs- und Erkundungsflüge mit Lawinenkommissionen durchführen.
Ab dem 27./28. Jänner herrschten im Raum Paznaun Lawinenwarnstufen ab 3, immer wieder aber 4/5, und die Silvretta Bundesstraße (B 188) zwischen Pians und Galtür – die einzige Zufahrtsstraße nach Galtür, da ab Wirl die weiterführende Silvretta-Hochalpenstraße im Winter prinzipiell gesperrt ist – wurde ab dem 6. Februar immer wieder aus Sicherheitsgründen geschlossen, sodass die Region nicht mehr erreichbar war. Im Paznaun mussten ab dem 9. Februar wiederholt Versorgungsflüge mit einer in Schwaz stationierten Alouette III des Bundesheers geflogen werden, da die Straße Pians – Galtür wieder gesperrt wurde. Zuletzt war sie eine ganze Woche lang gesperrt worden. Lediglich am Samstag, dem 13., wurde sie für einige Stunden geöffnet, um den Urlauber-Schichtwechsel zu ermöglichen. Zu dieser Zeit befanden sich neben den etwa 850 Einwohnern ungefähr 5.000 Urlaubsgäste im Tal.
Zu den Kritikern, die sich nachdrücklich für eine frühzeitige Räumung Galtürs ausgesprochen hatten, gehörte auch der Experte Franz Fliri aus Tirol. Sein Argument, dass es in Galtür in einem Zeitraum von 500 Jahren zu 13 Lawinenabgängen mit insgesamt 57 Toten gekommen sei, wurde von der Gemeinde Galtür nicht akzeptiert. Alle diese Lawinen seien vom mittlerweile gesicherten Osthang abgegangen und von der Nordseite, woher diesmal die Lawinen kamen, hätte sich bisher noch keine einzige Lawine gelöst.
Ab dem 20. Februar 1999 boten zwei private österreichische Hubschrauber-Unternehmen den Eingeschlossenen die Möglichkeit, diese gegen (umgerechnet) rund 180 Euro auszufliegen.

### Dienstag, 23. Februar 1999: Die große Lawine

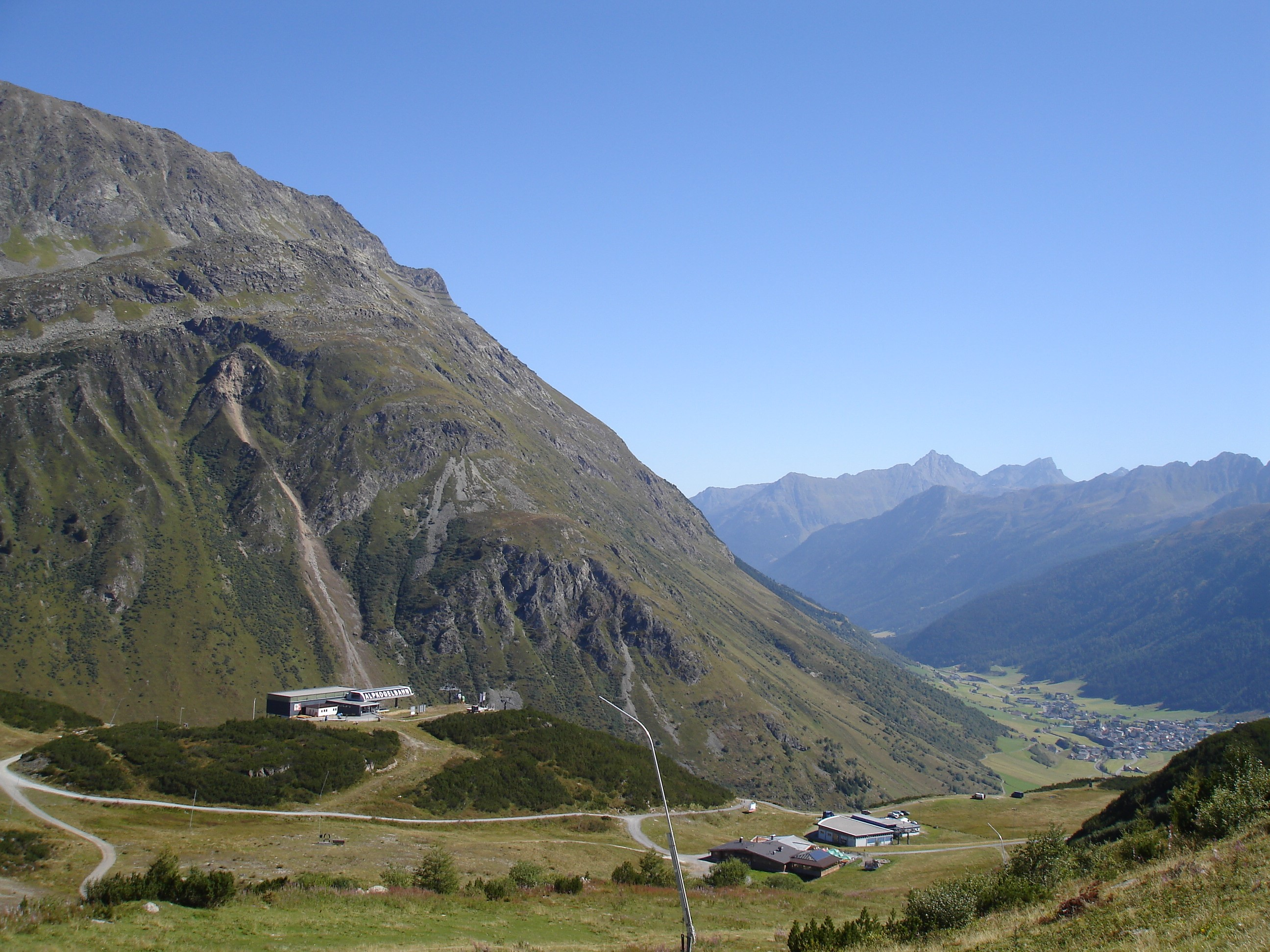
Blick auf den über 1100 m hohen Hang über Galtür (rechts unten): Fädnerspitze (2788 m, exakt am linken Bildrand), Grieskogel (2754 m), Grieskopf (2641 m)

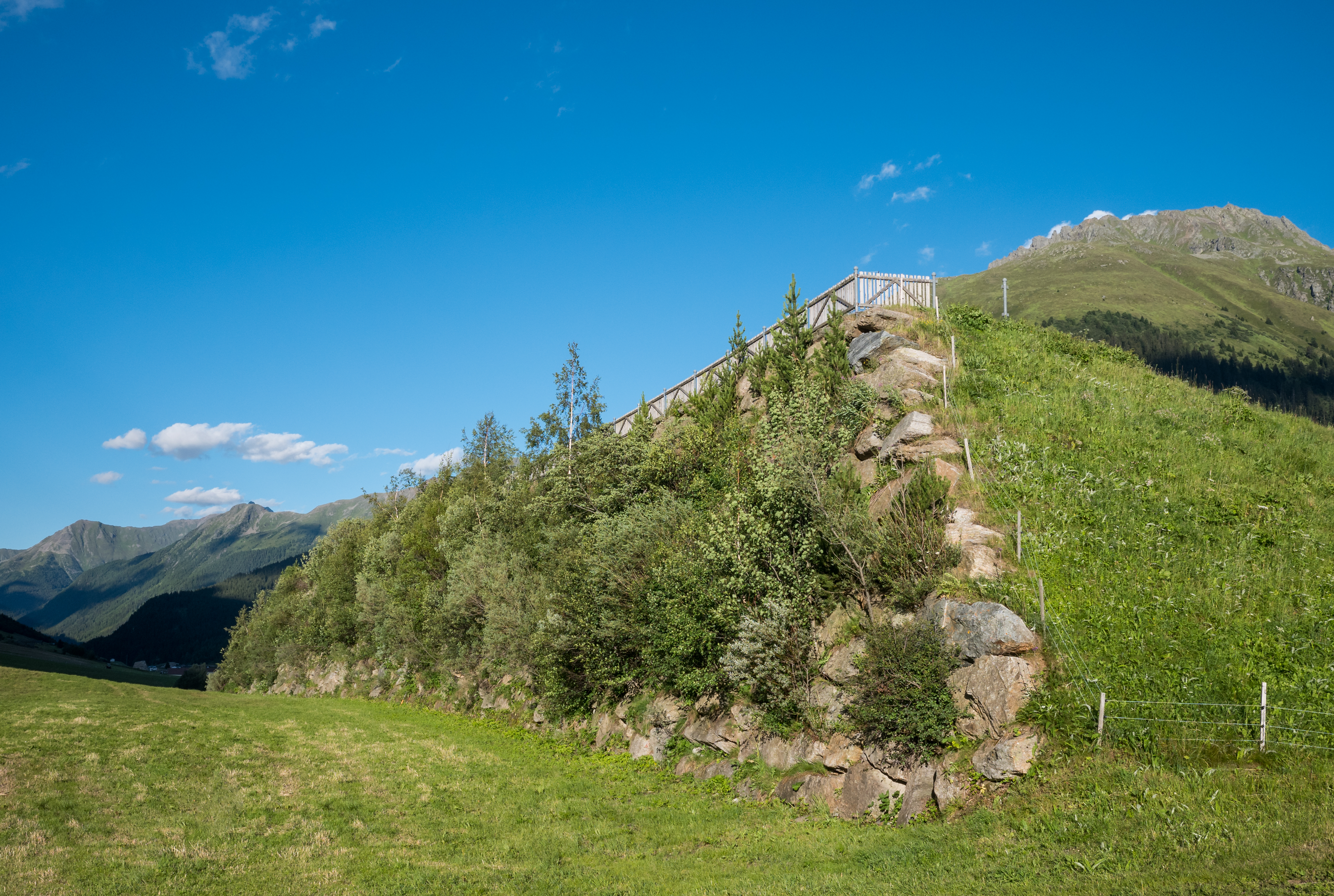
Lawinenschutzmauer unterhalb des Grieskogels 2017 mit Blick auf den Predigtberg

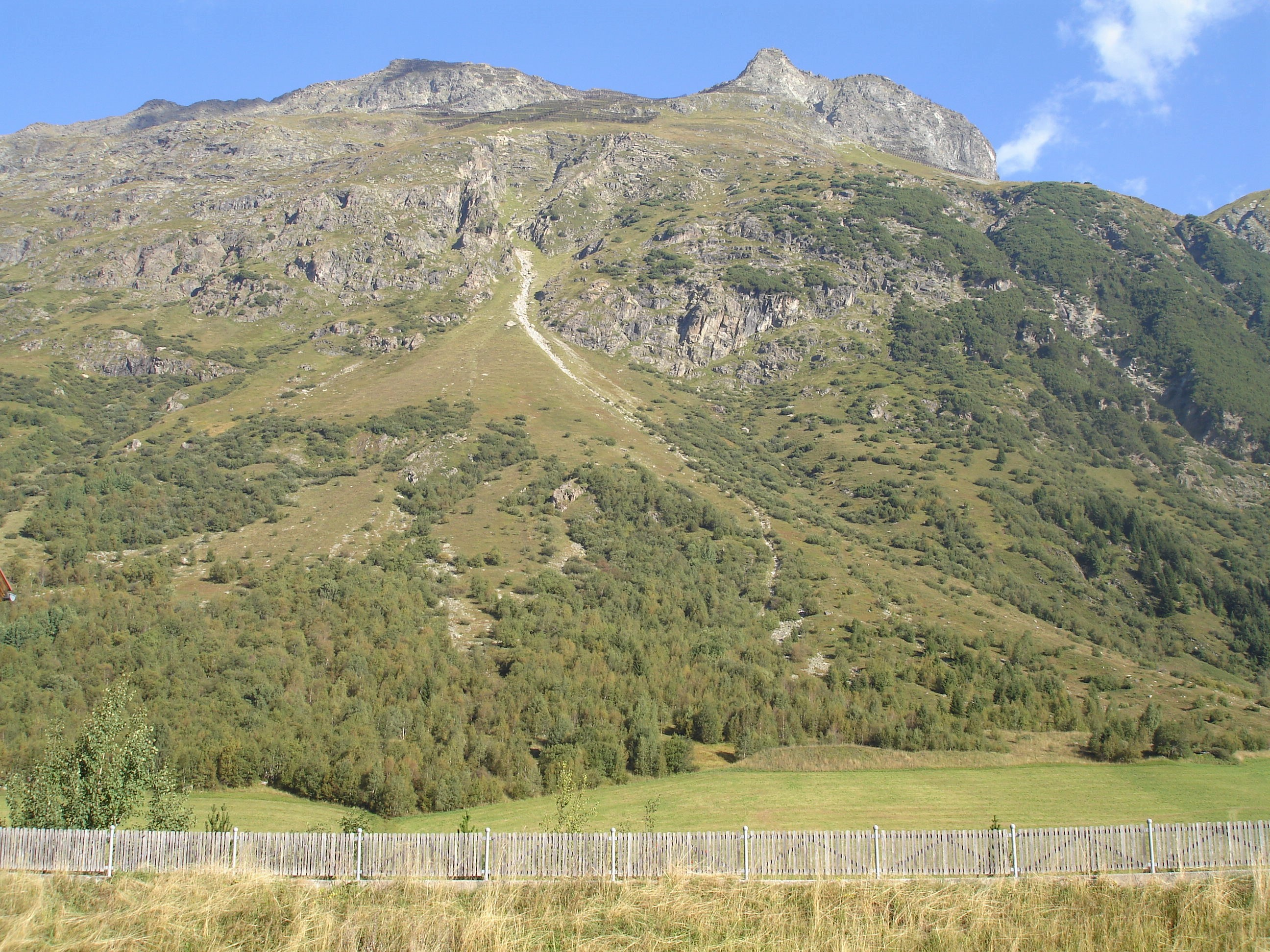
Blick über den nach der Katastrophe errichteten Lawinenschutzdamm auf Grieskogel und Grieskopf

Am 23. Februar 1999 mussten wegen der schlechten Wetterverhältnisse die Versorgungsflüge mit Hubschraubern des österreichischen Bundesheeres, die ab dem 20. Februar durchgeführt worden waren, eingestellt werden. Da auch die Lifte wegen des starken Schneefalls an diesem Tag geschlossen waren, veranstaltete man mitten im Ort ein Fassdauben-Skirennen. Dieses endete nur wenige Minuten, bevor auch der Veranstaltungsort von der Lawine überrollt wurde.
Die erste Lawine mit etwa 400 Metern Breite ging am 23. Februar 1999 gegen 16 Uhr vom nördlich von Galtür gelegenen Hang unterhalb des Grates zwischen Grieskopf und Grieskogel ab (Sonnberg). Die Abrissstelle lag in einer Höhe von ungefähr 2.700 Metern Seehöhe, die Hangneigung beträgt dort bis zu 125 %. Die Lawine, die sich mehrfach teilte, zerstörte zahlreiche Häuser vor allem im Ortsteil Winkl und verschüttete über 50 Menschen, von denen etwa 20 relativ rasch geborgen werden konnten.
Gegen 16:30 Uhr traf die Meldung über eine große Lawine in der Pontlatz-Kaserne in Landeck ein. Der Schneesturm verhinderte den Start von Bundesheerhubschraubern mit Hilfsmannschaften. In einer Krisensitzung wurde beschlossen, um 06:45 Uhr des nächsten Tages mit den Hilfsflügen zu beginnen und während der Nacht die notwendigen Vorbereitungen zu treffen. Bei entsprechender Wetterlage sollten die Flüge aber auch schon während der Nachtstunden durchgeführt werden.
Die Bewohner von Galtür und eingeschlossene Urlauber waren deshalb in der Nacht auf sich alleine gestellt, die Verschütteten zu suchen und Verletzte zu versorgen. Unter anderem wurde in der Sporthalle ein Notlazarett eingerichtet, in dem der Gemeindearzt sowie Ärzte und Krankenschwestern, die sich unter den Touristen befanden, die Lawinenopfer betreuten.
Ungefähr drei Stunden nach der ersten Lawine wurde die Tiroler Landeswarnzentrale von Anrufen besorgter Angehöriger überrollt, die ebenso wie die Medien nach Informationen verlangten. Etwa 20 Kamerateams suchten wegen der verhängten Flugverbotszone um eine Genehmigung für Hubschrauberflüge nach Galtür an.
Wegen zahlloser Telefonate waren sowohl das Festnetz als auch die Mobiltelefonnetze dermaßen überlastet, dass eine Kontaktaufnahme mit den Verantwortlichen in Galtür fast nicht möglich war. Deshalb wurde gegen 19:30 Uhr die Kurzwellengruppe des Rotkreuz-Landesverbands Tirol damit beauftragt, eine Funkverbindung in die von der Außenwelt abgeschnittene Gemeinde herzustellen. Ansprechpartner dort war der Arzt und Funkamateur Walter Köck, den man wenige Minuten nach 21 Uhr schließlich erreichen konnte. Am 24. Februar gegen 21 Uhr wurde der erste Ernstfalleinsatz einer Kurzwellengruppe des Roten Kreuzes beendet.
Gegen Mitternacht ging eine weitere Lawine Richtung Galtür ab, diese forderte aber keine Menschenleben.
Da der Einsatzstab die Stärke der eingesetzten Fliegerkräfte als nicht mehr ausreichend erachtete, richtete die österreichische Bundesregierung in der Nacht vom 23. auf den 24. Februar 1999 ein Hilfeersuchen an die NATO sowie die Nachbarstaaten Österreichs.
Die Spitäler in der näheren Umgebung richteten sich für die nächsten Tage auf eine große Zahl Verletzter ein. Nicht dringend notwendige Operationen wurden verschoben. Fahrzeuge für den Krankentransport und Notärzte wurden nach Landeck in die Pontlatz-Kaserne verlegt.

### Mittwoch, 24. Februar 1999: Valzur
Da die Festlegung von geeigneten Landeplätzen in Galtür aufgrund der österreichischen Militärkarte zu unsicher war, wurde während der Nachtstunden vom für Galtür zuständigen Raumplaner eine Gefahrenzonenkarte unter Zuhilfenahme von Informationen, die über den Kurzwellenfunk des Roten Kreuzes und der Feuerwehr einlangten, adaptiert und dem Krisenstab zur Verfügung gestellt.
Ab 06:45 Uhr konnten die ersten Helfer, ungefähr 200 Personen, Lawinensuchhunde, medizinisches Material etc. mit den Bundesheerhubschraubern nach Galtür gebracht werden. Im Laufe des Vormittags wurde die Zahl der Helfer auf etwa 400 aufgestockt. Ab etwa 07:15 Uhr wurden die ersten Schwerstverletzten mit dem Rettungshubschrauber Christophorus 5 des ÖAMTC nach Zams ins Spital gebracht.
Um das Bedürfnis der Medien nach Informationen zu stillen, wurde in der Pontlatzkaserne ein Medienzentrum eingerichtet. Zusätzlich wurden Angehörige der Heeresbild- und Filmstelle nach Galtür eingeflogen, um die Journalisten mit Bild- und Filmmaterial versorgen zu können. Erst nach der Bergung der letzten vermissten Person wurden Reporter und Filmteams – insgesamt etwa 150 Personen – mit Militärhubschraubern nach Galtür geflogen, um sich selbst ein Bild von der Lage zu machen und an einer Pressekonferenz mit dem örtlichen Einsatzleiter, dem Bürgermeister, Anton Mattle, dem Landeshauptmann von Tirol, Wendelin Weingartner, sowie Helfern bei den Bergungsarbeiten teilzunehmen.
Ab etwa 16 Uhr setzte neuerlich starker Schneefall ein, so dass der Flugbetrieb wieder eingestellt werden musste. Kurz danach kam es im benachbarten Valzur, einem Weiler der Gemeinde Ischgl, zu einem weiteren Lawinenabgang, bei dem zehn Menschen verschüttet wurden. Ein Hubschrauberpilot der Flugpolizei des Innenministeriums, der es mit seinem in Galtür befindlichen Hubschrauber vor dem Einsetzen des Schneesturms nicht mehr zurück nach Landeck geschafft hatte, riskierte trotz des schlechten Wetters Flüge ins fünf Kilometer entfernte Valzur. Auf diese Art und Weise konnten in relativ kurzer Zeit rund 150 Helfer mit Suchhunden und Ausrüstung an den Einsatzort gebracht werden. Vier von zehn verschütteten Personen konnten so noch lebend geborgen werden.
Zwar trafen die ersten ausländischen Hilfskräfte in Tirol ein, konnten aber wegen der Wetterlage nicht mehr eingesetzt werden.
Gegen 20 Uhr musste in Valzur wegen zu großer Lawinengefahr die Suche nach Verschütteten unterbrochen werden. In den Morgenstunden des nächsten Tages wurde die Suchaktion wieder aufgenommen. Beendet wurde sie am 26. Februar um 12 Uhr.

### Donnerstag, 25. Februar 1999
Bei wesentlich besserem Wetter als in den Tagen davor konnten die Piloten des Bundesheeres bereits am Morgen wieder ihre Transportflüge aufnehmen. Die ausländischen Helikopter trafen im Laufe des Vormittags im Einsatzgebiet ein. Nach einer Einweisung in die Lage begannen sie mit ihrer Aufgabe. Landeplätze im Inntal waren die Kaserne in Landeck sowie die gesperrte Inntal-Autobahn bei Imst, im Paznaun Galtür, Ischgl, Kappl, Mathon, Paznaunerhof, Tschaffein, Valzur, Versahl und Wirl.
Um durch die vom Flugverkehr entstehenden Luftvibrationen keine weiteren Lawinenabgänge auszulösen, flogen die Hubschrauber nach Möglichkeit unterhalb der Waldgrenze und mit einem entsprechenden Sicherheitsabstand zu den Berghängen. Geflogen wurde nach der Rechtsregel.

### Freitag, 26. Februar 1999
Auch am Freitag herrschte gutes Flugwetter, so dass die Maschinen in extrem kurzen Abständen fliegen konnten. Im Laufe des Tages trafen auch Helikopter der französischen Luftwaffe ein, um sich an der Rettungsaktion zu beteiligen. Von der in Bludesch in Vorarlberg gelegenen Walgau-Kaserne operierten drei österreichische Agusta Bell 212 und eine Alouette III. Unterstützung fanden sie in einer UH 1D aus Deutschland und einem schweizerischen Super Puma.

### Samstag, 27. Februar 1999
An diesem Tag wurde der Rettungseinsatz auf der Lawine von Galtür beendet. Angehörige des österreichischen Bundesheers waren allerdings noch bis zum 17. Juni 1999 mit Aufräumungsarbeiten beschäftigt.
Am 28. Februar wurde die Lawinenwarnstufe erstmals wieder auf 3 zurückgenommen, um 18 Uhr konnte die Straße zwischen Pians und Galtür für den öffentlichen Verkehr wieder gänzlich freigegeben werden.

## Versorgung der Evakuierten
Sammelstellen für die Evakuierten waren die Pontlatzkaserne (Landeck) und die Verdroßkaserne (Imst). Hier erfolgten eine Erstversorgung (unter anderem mit Essen, aber auch medizinisch und erstmals in Österreich in einem Katastrophenfall auch psychologisch durch etwa 30 freiwillige Psychologen und Psychiater) sowie eine Registrierung. Auch Vertreter der deutschen und niederländischen Botschaften waren anwesend. Personen, die anschließend sofort in ihre Heimat zurückkehren wollten, wurden mit Bussen zu den Bahnhöfen gebracht. Von dort wurden sie entweder mit fahrplanmäßigen Zügen oder Sonderzügen kostenlos in ihre Heimatorte in ganz Europa gebracht.

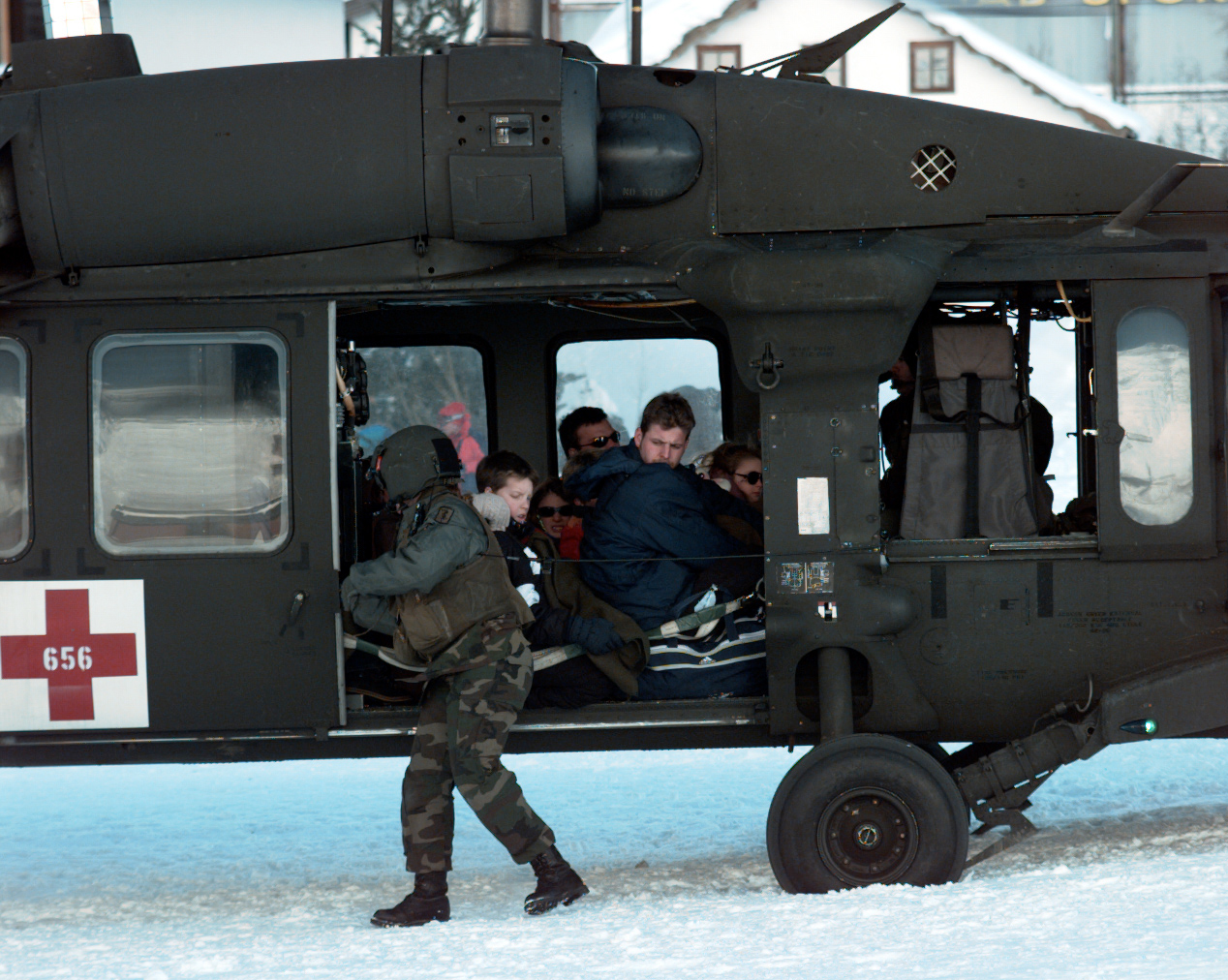
UH-60 Blackhawk (5th Battalion, 158th Aviation Regiment) während des Evakuierungseinsatzes, 25. Februar

An dem Rettungseinsatz, der schließlich neben dem Paznaun auch das Kaunertal, das Pitztal und das Stanzertal umfasste, waren neben Österreich auch Einheiten aus Deutschland, den Vereinigten Staaten, Frankreich und der Schweiz beteiligt.
- Österreichisches Bundesheer: 16 Agusta Bell 212, 2 Agusta Bell 204, 7 Alouette III
- Deutsche Bundeswehr: 5 UH-1D, 5 CH-53G
- Bundesgrenzschutz (Deutschland): 2 Super Puma
- US Army: 10 Sikorsky UH-60 Black Hawk
- Französische Luftwaffe: 3 Super Puma, 2 Cougar
- Schweizer Luftwaffe: 1 Super Puma[15]

Außerdem waren noch sechs Hubschrauber des österreichischen Innenministeriums (Eurocopter AS 350 Écureuil, Long Ranger, Jet Ranger), zwei EC 135 des ÖAMTC sowie neun Helikopter von privaten Firmen im Einsatz. Bei einer Gesamtflugzeit von 935 Stunden wurden bei 3.364 Landungen 18.406 Personen und 271.710 Kilogramm Fracht befördert.

## Folgen

### Opfer

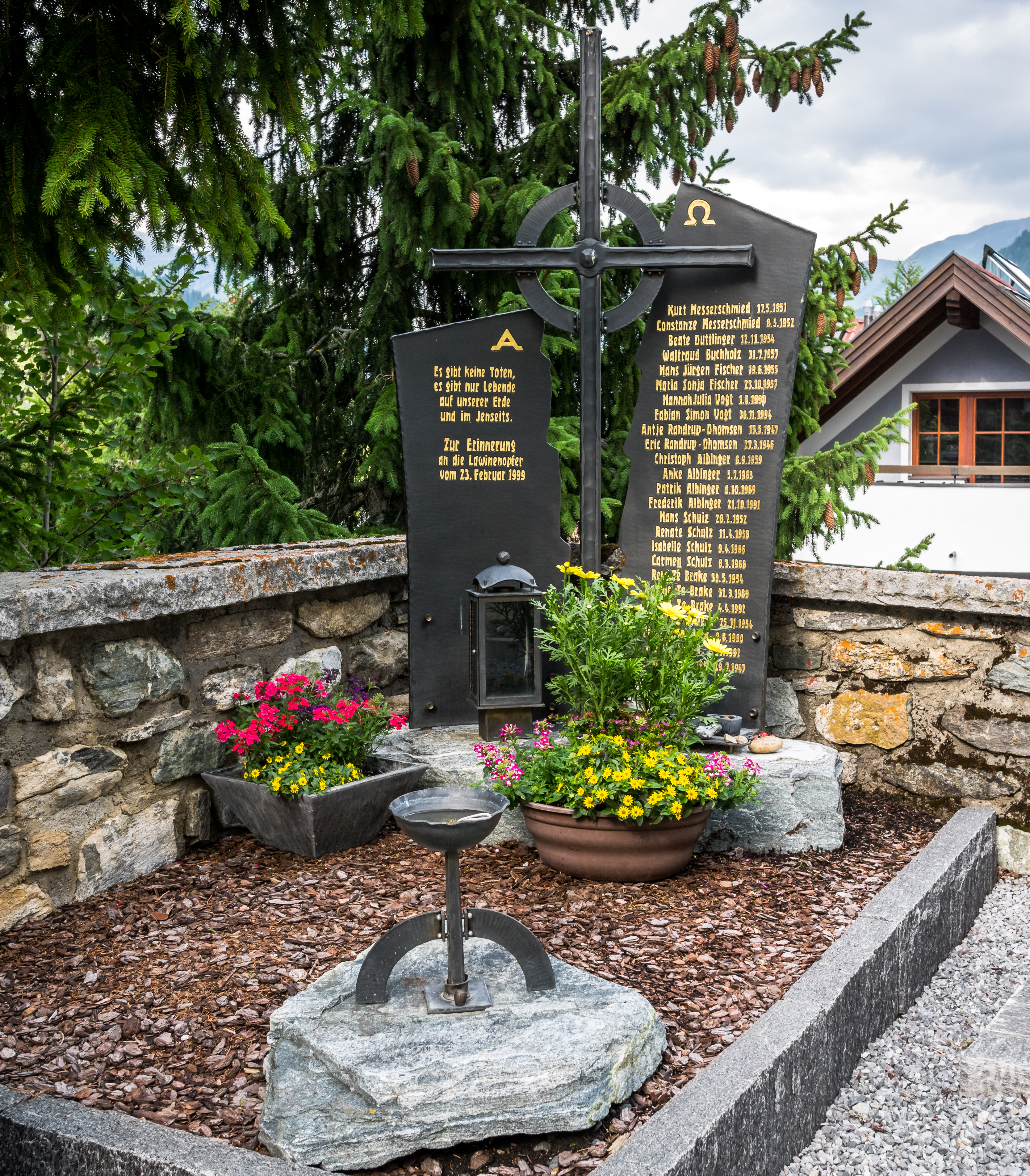
Gedenkstätte in Galtür

Die Lawinen von Galtür und Valzur forderten insgesamt 38 Todesopfer, davon 31 in Galtür und 7 in Valzur. Verletzt wurden etwa 48 Personen, 12 davon schwer. Am 28. Februar 1999 fand in der Stiftskirche von Wilten die offizielle Trauerfeier für die Opfer von Galtür und Valzur statt.

#### Opfer nach Herkunftsstaat
| Staat       | Tote |
| ----------- | ---- |
| Deutschland | 21   |
| Österreich  | 09   |
| Niederlande | 06   |
| Dänemark    | 02   |
| Insgesamt   | 38   |

### Sachschaden
Als Sachschaden wurden unter anderem sieben zerstörte Wohn- und Betriebsgebäude in Galtür und weitere sieben Wohnhäuser in Valzur registriert. Zusätzlich wurde eine große Zahl an Gebäuden – etwa 60 – mehr oder weniger schwer beschädigt. Dazu wurden etwa 100 Personenkraftwagen total zerstört. Eine Kommission des Landes Tirol erhob eine vorläufige Schadenssumme von etwa 140 bis 150 Millionen Schilling (ungefähr 10 bis 11 Millionen Euro).

## Verantwortung im Rechtssinne und rechtliche Verfahren
Nach der Lawinenkatastrophe von Galtür stellte sich die Frage nach der juristischen Verantwortung für die Ereignisse. Die Staatsanwaltschaft in Innsbruck sah mit dem Hinweis auf eine Naturkatastrophe („höhere Gewalt“) zunächst keinen Anlass für Ermittlungen, musste dann aber aufgrund von Anzeigen doch tätig werden.
Der Personenkreis, gegen den Anzeigen erstattet worden waren, reichte von Landeshauptmann Wendelin Weingartner über den Bezirkshauptmann von Landeck, die Bürgermeister der Gemeinden im Paznaun als Leiter der Lawinenkommission und Baubehörde bis zu weiteren Einzelpersonen. Vorgeworfen wurde ihnen die Gefährdung von Menschen aus wirtschaftlichen und politischen Motiven.
Im Februar 2001 wurden alle Verfahren eingestellt.
Während die Staatsanwaltschaft Innsbruck aus einem von ihr beauftragten Gutachten des Eidgenössischen Instituts für Schnee- und Lawinenforschung herauslas, dass eine derartige Katastrophe nicht vorhersehbar gewesen sei und geschehene Fehler und Versäumnisse den einzelnen Personen strafrechtlich nicht individuell zumessbar seien, forderte der frühere deutsche Bundesinnenminister Gerhart Baum, der das Gutachten geprüft hatte, dass ein deutsches Gericht entsprechende Ermittlungen aufnehmen sollte.
Verbunden waren auch Amtshandlungen im Kontext Katastrophentourismus und aggressive Medienberichterstattung: Gegen einen Kellner wurde von der Gendarmerie ermittelt, da er versucht hatte, gefälschte Platzkarten für Evakuierungsflüge zu verkaufen. Außerdem wurde ein Vandalenakt an einem Fahrzeug eines Fernsehsenders in Ischgl angezeigt.
Der Galtürer Ortsteil Winkl, der von der Lawine heimgesucht wurde, galt zuvor als relativ ungefährdet, und als „grüne Zone“.

## Medien
Dokumentationen:
- 10 Jahre Galtür – Die Chronik einer Katastrophe. Film von Claudia Ernstreiter, Gerhard Jelinek und Peter Liska, ORF-Reihe Menschen & Mächte Spezial, Erstausstrahlung 8. Februar 2009[18]
- Eine Folge von Sekunden vor dem Unglück behandelt die Lawine von Galtür.

Film:
- Die Jahrhundertlawine. Fernsehfilm, Jörg Lühdorff (Regie), Walter Kärger, Jurgen Wolff (Drehbuch), Alma Productions, Erstausstrahlung 8. Februar 2009 (ORF, RTL)[19][20][21]

Kurzgeschichte:
- Die weiße Pracht im Buch Als es geschah von Reinhard Wegerth